# Вязовка (Татарстан)
Вязовка — поселок в Бугульминском районе  Татарстана. Административный центр Вязовского сельского поселения.

## Топоним
В дореволюционных источниках известен как Санино-Ключевский, в советский период название Вязовка употреблялось одновременно с названием Верхний Санин Ключ.

## География
Расположен на реке Вязовка в 6 км к юго-западу от центра Бугульмы (в 3 км от объездной дороги). 

## История
Возник в конце XIX века на основе хуторов купца Санина. 

## Население
679 (2000).

## Инфраструктура
Имеется средняя школа, сельский дом культуры, библиотека, ФАП, магазин.

## Транспорт
Через посёлок проходит тупиковая местная автодорога Бугульма — Коногоровка.